# Референдум щодо членства Мальти в Європейському Союзі (2003)
Референдум про членство в Європейському Союзі відбувся на Мальті 8 березня 2003 року. За результат — 54 %. На наступних загальних виборах у квітні 2003 р. перемогла Націоналістична партія, яка виступала за членство в ЄС, а опозиційна Лейбористська партія виступала проти приєднання. Мальта приєдналася до ЄС 1 травня 2004 року.
На референдумі була найвища явка на референдумі про членство в ЄС (91 %) і найнижча підтримка вступу з усіх дев'яти країн, які проводили референдуми про вступ до ЄС у 2003 році.

## Передумови
Перші відносини Мальти з Європейської економічної спільноти (ЄЕС) ознаменувалися підписанням Угоди про асоціацію в грудні 1970 року. Ця угода передбачала створення митного союзу на основі вільної торгівлі між Мальтою та блоком.
Мальта подала офіційну заявку на вступ до Європейської спільноти в липні 1990 року, яка отримала позитивний висновок від Європейської комісії. Однак у 1996 році застосування нового лейбористського уряду було призупинено. Після перемоги Націоналістичної партії на виборах 1998 року новий уряд знову активував заявку Мальти на членство. Переговори про приєднання були завершені на саміті в Копенгагені в грудні 2002 року, а Мальта була запрошена приєднатися до ЄС у 2004 році.
У січні 2003 року уряд Мальти оголосив, що необов'язковий референдум про членство буде проведено 8 березня 2003 року одночасно з місцевими виборами.

## Кампанія
Напередодні референдуму опитування показали, що виборці розділилися порівну щодо членства в ЄС. Націоналістичний уряд стверджував, що Мальта отримає кошти ЄС на будівництво доріг і туристичну індустрію. Вони заявили, що Мальті потрібен ЄС, щоб впоратися з глобалізацією, і звинуватили опозицію в залякуванні.
Лейбористська опозиція побоювалася, що членство в ЄС коштуватиме робочих місць через зниження торговельних бар'єрів і поставити під загрозу незалежність Мальти. Вони вважали за краще, щоб Мальта створювала партнерство з ЄС, а не прагнула до членства, і закликали мальтійців зіпсувати свої виборчі бюлетені, утриматися або проголосувати проти. На одному з рекламних білбордів кампанії «Ні» було зображено прем'єр-міністра Едді Фенека Адамі в підгузку з прапора Європи.
Найбільша профспілка на Мальті, Загальна профспілка робітників, виступила проти членства.

## Питання про референдум
Питання, за яке проголосували на референдумі, було підтверджено 3 січня 2003 року. Це було «Чи згодні ви з тим, що Мальта повинна стати членом Європейського Союзу в рамках розширення, яке має відбутися 1 травня 2004 року?».

## Результати
| Вибір                      | Голосів | %    |
| -------------------------- | ------- | ---- |
| За                         | 143 094 | 53,6 |
| Проти                      | 123,628 | 46,4 |
| Недійсні/пусті голоси      | 3,911   | —    |
| Всього                     | 270,633 | 100  |
| Зареєстровані виборці/явка | 297,881 | 90,9 |
| Джерело: Nohlen & Stöver   |         |      |

## Наслідки
Прихильники Націоналістичної партії відзначили результати референдуму, але лідер лейбористів Альфред Сант не визнав поразки і заявив, що це питання буде вирішено на майбутніх загальних виборах. Він стверджував, що лише 48 % зареєстрованих виборців проголосували «за», і, отже, більшість виступила проти членства, проголосувавши «проти», утримавшись або зіпсувавши свій бюлетень. Наступного дня після референдуму прем'єр-міністр призначив вибори на 12 квітня, як і очікувалося, хоча це було потрібно лише в січні 2004 року.
Головним питанням на виборах 2003 року було членство в ЄС, а перемога Націоналістичної партії дозволила Мальті приєднатися 1 травня 2004 року.